# Artem Shabanov
Artem Shabanov (en ucraniano: Артем Михайлович Шабанов; Kiev, 7 de marzo de 1992) es un futbolista internacional ucraniano que juega de defensa en el F. C. Oleksandria de la Liga Premier de Ucrania.

## Selección nacional
Shabanov fue internacional con la selección de fútbol de Ucrania sub-18 y sub-19, antes de convertirse en internacional absoluto en 2017.

## Clubes
| Club                       | País    | Año       | Partidos | Goles |
| -------------------------- | ------- | --------- | -------- | ----- |
| Arsenal Kiev               | Ucrania | 2009-2013 | 2        | 0     |
| Volyn Lutsk                | Ucrania | 2014-2016 | 69       | 1     |
| Stal Kamianske             | Ucrania | 2017      | 13       | 0     |
| Olimpik Donetsk            | Ucrania | 2017      | 19       | 0     |
| F. C. Dinamo de Kiev       | Ucrania | 2018-2022 | 77       | 4     |
| Legia de Varsovia (cedido) | Polonia | 2021      | 8        | 0     |
| MOL Fehérvár F. C.         | Hungría | 2022-2023 | 22       | 0     |
| F. C. Polissya Zhytomyr    | Ucrania | 2023-2024 | 26       | 0     |
| F. C. Oleksandria          | Ucrania | 2024-2025 | 30       | 1     |
| F. C. Metalist 1925 Járkiv | Ucrania | 2025-     |          |       |

## Palmarés

### Títulos nacionales
| Título               | Club                 | País    | Año  |
| -------------------- | -------------------- | ------- | ---- |
| Supercopa de Ucrania | F. C. Dinamo de Kiev | Ucrania | 2018 |
| Supercopa de Ucrania | F. C. Dinamo de Kiev | Ucrania | 2019 |
| Copa de Ucrania      | F. C. Dinamo de Kiev | Ucrania | 2020 |
| Supercopa de Ucrania | F. C. Dinamo de Kiev | Ucrania | 2020 |
| Ekstraklasa          | Legia de Varsovia    | Polonia | 2021 |